# Từ Hồng Sơn
Từ Hồng Sơn (sinh ngày 25 tháng 12 năm 1959) là Thiếu tướng Công an nhân dân Việt Nam về hưu và chính trị gia người Việt Nam. Ông nguyên là Bí thư Đảng ủy, nguyên Giám đốc Công an tỉnh Quảng Bình, nguyên ủy viên Ủy ban nhân dân tỉnh Quảng Bình.

## Xuất thân và giáo dục
Từ Hồng Sơn sinh ngày 25 tháng 12 năm 1959, quê quán ở xã Quảng Kim, huyện Quảng Trạch, tỉnh Quảng Bình. Ông có trình độ cao cấp lí luận chính trị và chuyên môn là cử nhân luật.

## Sự nghiệp
Ngày 5 tháng 8 năm 1982, ông gia nhập Đảng Cộng sản Việt Nam. Ông trở thành đảng viên chính thức ngày 5 tháng 2 năm 1984. Hiện nay ông là ủy viên thường vụ tỉnh ủy Quảng Bình.
Ngày 9 tháng 7 năm 2010, ông được Thủ tướng Chính phủ phê chuẩn giữ chức vụ Ủy viên Ủy ban nhân dân tỉnh Quảng Bình nhiệm kì 2004-2011. Lúc này ông đang là ủy viên thường vụ tỉnh ủy Quảng Bình, Giám đốc Công an tỉnh Quảng Bình.
Năm 2012, ông là Đại tá Công an, Giám đốc Công an tỉnh Quảng Bình.
Năm 2015, ông là Thiếu tướng Công an nhân dân Việt Nam, Bí thư Đảng ủy, Giám đốc Công an tỉnh Quảng Bình.
Tháng 7 năm 2019, Từ Hồng Sơn nghỉ công tác, chờ hưu trí. Thay thế ông làm Giám đốc Công an tỉnh Quảng Bình từ ngày 1 tháng 7 năm 2019 là Đại tá Trần Hải Quân, sinh năm 1970, quê quán Hà Nội, nguyên Phó Chánh Thanh tra Bộ Công an.
Ngày 11 tháng 7 năm 2019, tại kỳ họp thứ 10 Hội đồng nhân dân tỉnh Quảng Bình khóa 17, Hội đồng nhân dân đã miễn nhiệm chức danh Ủy viên UBND tỉnh Quảng Bình, nhiệm kỳ 2016-2021 đối với Từ Hồng Sơn. Chức danh cuối cùng trước khi nghỉ hưu trong Đảng Cộng sản Việt Nam của Từ Hồng Sơn là ủy viên Ban thường vụ Tỉnh ủy Quảng Bình, Bí thư Đảng ủy Công an Quảng Bình.

## Gia đình
Ông có con trai là Từ Hồng Lâm, sinh năm 1984, năm 2018 là Trung tá, Trưởng phòng Văn phòng Cơ quan Cảnh sát điều tra, Công an tỉnh Quảng Bình.
Con Gái là Từ Thị Thanh Thủy- Đại úy, phó trưởng phòng CSGT- công an tỉnh Quảng Bình.
Vợ là bà Từ Thị Vịnh- Thượng tá CN về hưu